# Mushoku Tensei
Mushoku Tensei: Isekai Ittara Honki Dasu (яп. 無職転生 〜異世界行ったら本気だす〜 мусёку тэнсэй исэкай иттара хонки дасу, букв. «Реинкарнация безработного: Я серьёзно постараюсь, если отправлюсь в другой мир») — ранобэ Рифудзин-на Магонотэ (яп. 理不尽な孫の手). История впервые начала публиковаться на сайте Shousetsuka ni Narou 22 ноября 2012 года. Через год после этого было объявлено, что она будет издана под импринтом MF Books издательства Media Factory с иллюстрациями пользователя Pixiv под ником SiroTaka (яп. シロタカ). Согласно рейтингу Shousetsuka ni Narou, история стала одной из самых популярных на сайте.
История была адаптирована и выпущена в виде манги с иллюстрациями Юки Фудзикавы в 2014 году, публиковавшейся в журнале Monthly Comic Flapper, а также в виде аниме студии Studio Bind, премьера которого состоялась в начале 2021 года. Оно стало первым полноценным проектом студии. На данный момент выпущено 2 сезона. 1 сезон состоит из 23 серий, выпускаемый в период с 11 января 2021 года по 16 марта 2022 года с перерывом 3 месяца между трансляцией первой и второй половин. Во 2 сезоне выпущено на данный момент 25 серий в период с 2 июня 2023 года по 30 июня 2024 года. Вторая половина 2 сезона на данный момент имеет 12 серий в период с 7 апреля 2024 года по 30 июня 2024 года. Также 30 июня 2024 года был анонсирован 3-й сезон (без даты).

## Сюжет
После смерти родителей 34-летнего NEET выселяют из дома. Оказавшись на улице, он задумывается о своей жизни и считает её бессмысленной. В попытке сделать хоть что-то значимое он спасает подростка из-под колёс грузовика, однако сам погибает. Приходит в себя он в теле младенца по имени Рудеус Грейрат в мире меча и магии. Он решает добиться успеха в этой новой жизни, чтобы не повторить прошлое. Благодаря обучению магии с малых лет Рудеус достигает больших успехов в её использовании. В детстве он становится учеником демоницы Рокси Мигурдии, а также другом полуэльфийки Сильфиэтты. Чтобы оплатить обучение в магическом университете для Сильфи и себя, Рудеус становится учителем своей троюродной сестры Эрис, которая влюбляется в него. Постепенно Рудеус узнаёт, что ему повезло родиться хоть и захудалым, но аристократом, хотя на предложение родственника поучаствовать во властных интригах между семейными ветвями он из осторожности решает пока не соглашаться.
Спустя несколько лет Рудеус вместе с Эрис и всем окружавшим их регионом оказались в центре магической катастрофы, которая радикально изменила их жизни. Каждый из жителей этой области оказался случайно телепортирован по всему миру — так, Эрис и Рудеус оказались на Материке Зла, населённом различными народностями демонов. Рудеус после падения находился без сознания и видел себя в забытьи в образе прежнего NEET-неудачника, но в этот момент в его сон пришло существо, назвавшееся Богом людей. Бог людей посоветовал Рудеусу довериться первому мужчине, которого он увидит около себя после пробуждения, и помочь решить его проблему. Открыв глаза, Рудеус увидел представителя народности спердов — демонов с крайне дурной репутацией, именем которых во всём мире пугают детей. Рудеус решил довериться этому сперду по имени Руйджерд и убедил очнувшуюся рядом Эрис не бояться его. Руйджерд же пообещал обоим, что доставит их на родину. Позже Рудеус выяснил, что Руйджерд страдает от опороченной репутации собственного народа и пытается восстановить его честь в одиночку, бескорыстно помогая детям. Рудеус решает помочь Руйджерду и пытается обелить имя спердов по пути домой, образовав вместе с Руйджердом и Эрис группу авантюристов «Дэд Энд», по кличке Руйджерда среди демонов. Рудеус начинает прислушиваться к советам Бога людей, который иногда является ему во снах, однако испытывает к нему недоверие.
Оказавшись на континенте Милис, Рудеус встречает своего отца, от которого только узнаёт, что не он один, а весь регион подвергся телепортации — многие из его знакомых мертвы, а члены семьи оказались раскиданы по миру. Вместе с Руджердом и Эрис они освобождают некоторых из них, после чего по пути на родину встречают в горах Орстеда, одного из сильнейших людей в этом мире. Орстед, распознав в Рудеусе марионетку Бога людей, решает убить его и наносит смертельные раны, однако позже исцеляет по просьбе своей спутницы. Эрис, оказавшаяся полностью неспособной как-то помочь Рудеусу в бою с Орстедом, принимает решение стать достойной своего избранника и добиться успехов в фехтовании. Перед тем как покинуть Рудеуса, Эрис соблазняет его и лишается вместе с ним девственности. На следующее утро Рудеус обнаруживает, что Эрис ушла и, решив, что это было вызвано его плохими действиями в постели, получает психологическую травму, которая проявилась в эректильной дисфункции.
После нескольких лет жизни авантюриста Рудеус получает приглашение стать студентом магического университета, в который когда-то собирался, и решает поступить туда, в том числе потому, что Бог людей намекнул, что там он сможет излечить дисфункцию. В университете Рудеус обнаруживает Сильфи, которая скрывалась там под видом юноши-охранника одной принцессы, попавшей в опалу, однако долгое время не может понять что это именно она. Сильфи же была с детства влюблена в Рудеуса и решает в итоге соблазнить его, в результате чего его психологический недуг оказывается излечён. Они женятся, Сильфи беременеет. После Рудеус получает письмо от поисковой группы отца, где сообщается, что они нуждаются в его помощи по спасению матери. Рудеус решается помочь и спасает в подземелье Рокси, которая стала частью группы его отца. Однако в финальном сражении, защищая Рудеуса, гибнет его отец, отчего сам Рудеус впадает в прострацию. Рокси, не в силах видеть страдания Рудеуса, решает утешить его сексуальным образом. После возвращения домой Рудеус представляет Рокси как свою вторую жену.
Некоторое время спустя во сне Рудеусу является Бог людей и просит убедиться, что в подвале дома Рудеуса всё хорошо. По пути туда в своём доме Рудеус натыкается на какого-то странного старика, который представляется ему его же собственным именем и объявляет, что прибыл из будущего. Рудеус-старик раскрывает современному Рудеусу, что Бог людей намеревается уничтожить его семью, так как потомки Рудеуса могут уничтожить самого Бога людей. В дополнение к своим словам старик передаёт Рудеусу свой дневник, в котором изложены смерти Рокси и Сильфи, а также Эрис. Старик советует Рудеусу взять Эрис третьей женой и объясняет, что она не предавала его, после чего умирает от последствий неправильного перемещения во времени. Рудеус в своих новых снах вновь встречает Бога людей, который приказывает ему в обмен на жизнь семьи убить Орстеда, который желает смерти Бога людей. Рудеус вновь терпит поражение в бою с Орстедом, но тот предлагает ему совместную борьбу против Бога людей, и они начинают действовать заодно. Рудеус женится на Эрис, после чего начинает исполнять команды Орстеда по противодействию Богу людей и продолжает попытки восстановить репутацию спердов.

### Главные герои
Рудеус Грейрат (яп. ルーデウス・グレイラット Ру:дэусу Гурэйратто)
Сэйю: Юми Утияма, Томокадзу Сугита («прошлое я» Рудеуса, его внутренний голос)
Эрис Бореас Грейрат (яп. エリス・ボレアス・グレイラット Эрису Борэасу Гурэйратто)
Сэйю: Аи Какума
Рокси Мигурдия (яп. ロキシー・ミグルディア Рокиси: Мигурудиа)
Сэйю: Кономи Кохара
Сильфиэтта (Сильфи) (яп. シルフィエット Сируфиэтто)
Сэйю: Ай Каяно

## Медиа

### Ранобэ
Рифудзин-на Магонотэ изначально опубликовал свою работу на сайте Shōsetsuka ni Narō. Первая глава была опубликована 22 ноября 2012 года. В ноябре 2013 года автор объявил, что работа будет напечатана в виде ранобэ под импринтом MF Books издательства Media Factory. Несмотря на это, Рифудзин заявил, что продолжит публиковать главы онлайн. Иллюстратором ранобэ стал пользователь сайта Pixiv под ником SiroTaka.
После публикации первых частей ранобэ Рифудзин заявил, что рассчитывает, что в серии будет по меньшей мере сотня глав. Позже из-за негативной критики в адрес произведения он подумывал завершить историю досрочно, но когда его работа вышла на первое место в ежедневном рейтинге сайта Syosetu, это вдохновило автора продолжить.
Сюжет часто изменялся. Например, сюжетная арка про воссоединение Рудеуса и Айши изначально сильно отличалась от опубликованной. Изначально автор хотел, чтобы Лиля умерла за экраном, а Айша должна была скрываться под другим именем. Однако позже решил не убивать Лилю. Из-за этого ему пришлось переписать арку, чтобы то, что она осталась жить, но при этом не поддерживала связь, было логичным. Рифудзин отметил, что из-за этих изменений арка может выглядеть странно, но он не сожалеет о своём решении. Выживание Лили также повлияло на место Зенит в сюжете.
Компания Seven Seas Entertainment лицензировала ранобэ для публикации на территории Северной Америки.

### Манга
В мае 2014 года в выпуске Monthly Comic Flapper было объявлено, что премьера манга-адаптации ранобэ авторства Юки Фудзикавы состоится в июне этого года. Хотя Юка является автором манги, дизайн персонажей приписывается SiroTaka. Компания Media Works собрала отдельные главы в томы-танкобон. Первый такой том был опубликован в октябре 2014 года г. В январе 2015 года компания Seven Seas Entertainment лицензировала мангу для продажи на территории Северной Америки.

### Аниме
15 марта 2019 года официальный сайт MF Book анонсировал аниме-адаптацию ранобэ. 19 октября 2019 года стало известно, что оно выйдет в формате телесериала, режиссёром станет Манабу Окамото, дизайнером персонажей — Кадзутака Сугияма, композитором — Ёсиаки Фудзисава, а студией — Studio Bind.
В октябре 2019 года Egg Firm заявила о создании отдельной от White Fox студии и объяснила это тем, что им нужна была «система, которая позволила бы работать с продолжительным долговременным проектом», так что они смогут сфокусироваться на создании Mushoku Tensei: Isekai Ittara Honki Dasu. Egg Firm также отметила, что это аниме станет началом их работы над полномасштабными анимационными проектами. 31 января 2021 года продюсер Mushoku Tensei и CEO Egg Firm Нобухиро Осава заявил в своём интервью, что он создал студию специально для работы над этой экранизацией.
Изначально премьера аниме планировалась на 2020 год, но была отложена на 11 января 2021 года. Начальные композиции «Tabibito no uta» (яп. 旅人の唄 табибито но ута, «Песнь странника»)(1, 3-9 серии), «The Awakening Song» (яп. 目覚めの唄 Мэдзамэ но ута, «песня пробуждения») (10-11 серии), «The Inheritance Song» (яп. 継承の唄 Кэйсё: но ута, «Песня о наследстве») (12-15 серии), «The Prayer Song» (яп. 祈りの唄 Инори но ута, «Молитвенная Песня») (16-18 серии) и «A Distant Child Guard Song» (яп. 遠くの子守の唄 То:ку но комори но ута, «Песня далекого детского стража») (с 19 серии), как и завершающие «Only» (яп. オンリー онри:, «Только») (2-11 серии) и «The Way To Go With The wind» (яп. 風と行く道 Кадзэ то ику мити, «Путь с ветром») (С 12 серии), исполняет Юико Охара. Аниме планировалось транслироваться в формате сплит-кура, то есть в течение шести месяцев с перерывом в три месяца в середине. Вторая часть должна была выйти в июле 2021 года, но была перенесена на октябрь.Премьера второй половины сериала состоялась 4 октября 2021 года. Сериал будет состоять из 23 серий.
Funimation лицензировала сериал и транслирует его на своём сайте в Северной Америке, Бразилии и Великобритании. В Европе трансляция идёт через сервис Wakanim, а в Австралии и Новой Зеландии — AnimeLab. Muse Communication лицензировала аниме в Юго-Восточной и Южной Азии и стримит его на канале Muse Asia в YouTube, на iQIYI и Bilibili.

#### Список серий

##### 1 сезон
| |                                                                                              |                                                             |                                                 |                 |  |
| 1 | Перерождение безработного «Мусёку тэнсэй» (無職転生)                                         | Хироки Хирано                                               | Манабу Окамото                                  | 11 января 2021  |  |
| Попав под грузовик, японец-хикикомори перерождается в фэнтезийном мире в виде младенца Рудеуса, сына мечника Пауло и его жены целительницы Зенит. Сохранив все свои воспоминания о прошлой жизни, он развивается быстрей, чем другие дети, вскоре учась читать и использовать магию. Заметив его способности к магии, родители приглашают для Рудеуса наставника — Рокси Мигурдию. Она сначала сомневается в его способностях, но вскоре узнаёт, что он может использовать заклинания, не читая текста. Рудеус же принимает решение, что в этой раз он сделает всё, чтобы эта его жизнь сложилась по-другому. |                                                                                              |                                                             |                                                 |                 |  |
| 2 | Учитель «Сисё:» (師匠)                                                                       | Хироки Хирано                                               | Манабу Окамото                                  | 18 января 2021  |  |
| Рудеус вспоминает прошлую жизнь, когда после смерти родителей его выгнали из дома на улицу. В течение следующих месяцев Рокси обучает его магии, пока на его пятый день рождения не говорит, что обучила его всему, что могла. Для выпускного экзамена она берёт Рудеуса за пределы его дома, что крайне его нервирует, ведь в прошлой жизни он получил психологическую травму из-за травли одноклассниками, по причине которой он боялся выходить из дома и запирался в своей комнате. Но по пути к месту экзамена окружающие не обращают на него внимание и тепло общаются с Рокси, что позволяет ему преодолеть свой страх. Для выпускного задания Рудеус вызывает бурю, тем самым сдавая его. После этого Рокси покидает дом Грейратов. |                                                                                              |                                                             |                                                 |                 |  |
| 3 | Друг «Томодати» (友達)                                                                       | Тиаки Одзи                                                  | Хироки Хирано                                   | 25 января 2021  |  |
| Преодолев свой страх, Рудеус начинает больше времени проводить снаружи и в итоге спасает полуэльфа от группы задирающих его детей. Со временем он с Сильфом становятся друзьями, и Рудеус обучает нового друга магии. Шесть месяцев спустя они попадают под дождь, и Рудеус приглашает Сильфа к себе, а потом пытается затащить в ванну, но тут открывается, что Сильф на деле Сильфиетта. Со временем им удаётся помириться. Рудеус решает, что в этой жизни он будет по-настоящему ценить своего первого настоящего друга. |                                                                                              |                                                             |                                                 |                 |  |
| 4 | Срочный семейный совет «Кинкю: кадзоку кайги» (緊急家族会議)                                 | Нао Миёси Асахи Ока                                         | Манабу Окамото                                  | 1 февраля 2021  |  |
| Зенит ждёт ребёнка, но выясняется, что и служанка Лиля тоже беременна от Пауло. Чтобы защитить Лилю и не дать выгнать её из дома, Рудеус убеждает мать, что во всём виноват Пауло, хотя это и не так. Лиля благодарна Рудеусу за то, что её не выставили из дома, и решает впредь быть преданной Рудеусу. У Зенит и Лили рождаются девочки — Норн и Айша, соответственно. Рудеус решает отправиться учиться в магическую академию Роноа, но хочет взять с собой и Сильфиетту, вот только у её семьи нет денег на обучение. Рудеус думает заработать их, но его родители решают, что привязанность к Сильфиетте мешает ему развиваться, а потому отдают сына под опеку другу семьи — зверолюдке Гилен Дедолдии, забирающей его из деревни. |                                                                                              |                                                             |                                                 |                 |  |
| 5 | Барышня и побои «Одзё:сама то бо:рёку» (お嬢様と暴力)                                        | Хироюки Такасима                                            | Манабу Окамото                                  | 8 февраля 2021  |  |
| Новая работа Руди — следующие пять лет быть наставником Эрис, дочери Филиппа Бореаса Грейрата, кузена Пауло и главы города Роа. Но Эрис встречает его враждебно и совсем не желает учиться. Убеждённый, что она не станет вообще его слушать, Рудеус придумывает план — сфабриковать их похищение, чтобы заставить её оценить важность знаний во время побега. Благодаря магии и знаниям Рудеуса они сбегают от похитителей. Вернувшись в Роа, они узнают, что похищение было самым настоящим и один из слуг Филиппа был в деле. Руди сражается с похитителями, пока к нему на помощь не приходит Гилен. После возвращения домой Эрис признаёт Рудеуса своим наставником, и он поселяется у Филиппа. |                                                                                              |                                                             |                                                 |                 |  |
| 6 | Выходной в Роа «Роа но кю:дзицу» (ロアの休日)                                                | Михиро Ямагути, Такахиро Тамано, Ори Ясукава, Хироки Хирано | Хироки Хирано                                   | 15 февраля 2021 |  |
| Эрис просит обучить её магии, но с занятий по чтению и математики она постоянно сбегает. Воспользовавшись хитростью и помощью Гилен, Рудеусу всё же удаётся убедить Эрис заниматься. Постоянные занятия приводят к нервному срыву у Эрис, тогда Руди вспоминает о важности выходных и отправляется с ней на прогулку в город, где использует возможность изучить местный рынок и цены. |                                                                                              |                                                             |                                                 |                 |  |
| 7 | К чему приводит взаимопомощь… «Дорёку но саки ни ару моно» (努力の先にあるもの)              | Кацуя Сигэхара                                              | Манабу Окамото, Хирохиса Сайто                  | 22 февраля 2021 |  |
| Рудеус продолжает обучение Эрис, но из-за приближающегося десятилетия девушки ей приходится больше времени проводить за этикетом и танцами, благодаря чему у Руди появляется время заняться собственным образованием. На балу Эрис представляют всему свету, но только благодаря Рудеусу ей удаётся исполнить положенный танец. Тем временем в небе появляется странный объект. |                                                                                              |                                                             |                                                 |                 |  |
| 8 | Первый переломный момент «Та:нингу поинто 1» (ターニングポイント１)                          | Тэмпэй Мисио                                                | Манабу Окамото, Хирохиса Сайто                  | 1 марта 2021    |  |
| Два года спустя. Рудеусу исполняется 10 лет, и в доме Бореасов устраивают для него праздник. В качестве подарка он получает полноценный магический посох. К сожалению, его семья не смогла прибыть на него из-за увеличения числа зверомонстров. Над королевством, где живёт Рудеус, собирается облако маны. Легендарный герой Пергиус отправляет своего помощника Арманфи на поиск его источника, за который он принимает Рудеуса, практикующегося с новым посохом. Взорвавшееся облако маны окутывает светом Руди, Эрис и Гилен. |                                                                                              |                                                             |                                                 |                 |  |
| 9 | Случайная встреча «Кайко:» (邂逅)                                                            | Такахиро Тамано, Хироки Хирано                              | Хироки Хирано                                   | 8 марта 2021    |  |
| Во сне Рудеусу является бог людей и советует подружиться с тем, кого он встретит, проснувшись. Этим человеком оказывается Руйджерд Спердия, представитель расы спердов, ненавидимой и преследуемой всеми другими. Рудеуса и Эрис занесло на Континент зла, и теперь они хотят найти путь домой. Руйджерд провожает детей до ближайшей деревни, оказавшейся родиной Рокси. |                                                                                              |                                                             |                                                 |                 |  |
| 10 | Жизнь человека и первая работа «Хито но иноти то хацу сигото» (人の命と初仕事)               | Хироки Хирано, Ори Ясукава                                  | Манабу Окамото, Хирохиса Сайто                  | 15 марта 2021   |  |
| Втроём Рудеус, Эрис и Руйджерд прибывают в город и вступают в местную гильдию авантюристов как группа «Дед энд», но как начинающим им доступны только самые простые задания, на которые даже прожить будет нельзя. По совету бога людей Рудеус берёт задание на поиски котёнка и обнаруживает отряд авантюристов, который зарабатывает деньги, похищая питомцев, а затем «находя» их. Руйджерд убивает одного из авантюристов за то, что он ударил ребёнка — Рудеуса, из-за чего они с Руди ссорятся — мальчик запрещает своему товарищу убивать людей в будущем. Так как отряд мошенников выше их уровнем, Рудеус предлагаем им сделку по обмену заданиями. |                                                                                              |                                                             |                                                 |                 |  |
| 11 | Ребёнок и воин «Кодомо то сэнси» (子供と戦士)                                                | Синго Фудзии                                                | Мунэо Накамото                                  | 22 марта 2021   |  |
| Катастрофа переместила в разные места не только Рудеуса, но и многих других людей, некоторые даже погибли. Среди перемещённых также оказалась и большая часть семьи Рудеуса. Пауло отправился на их поиски и обратился за помощью ко всем своим знакомым. Тем временем «Дэд энд» берётся за первое охотничье задание: найти неизвестного магзверя в Каменном лесу. На это же задание отправляют ещё две группы. Одной из них, состоящей из детей, Руйджерд хочет помочь. Рудеус строит планы вмешаться в самый последний момент, чтобы заработать больше славы, но из-за этого гибнет один из членов той группы. По возвращении в город другой авантюрист берётся шантажировать Рудеуса из-за сделки об обмене заданиями. Чтобы остановить его, Руйджерд раскрывает то, что он сперд. Группа покидает город, а Руди и Руйджерд мирятся. Тем временем Рокси с двумя товарищами Пауло прибывает в тот же прибрежный город, куда направляется «Дэд энд». |                                                                                              |                                                             |                                                 |                 |  |
| 12 | Девушка с дурным глазом «Маган о моцу онна» (魔眼を持つ女)                                   | Фумиаки Катаока                                             | Кохэй Урусибара                                 | 4 октября 2021  |  |
| Отряд Рокси высаживается в городе, а Рудеус и Эрис узнают, что из-за того что Руйджерд — сперд, плата за его путешествие через океан будет для них неподъёмной. Пока они ищут решение, с Рудеусом снова связывается Бог людей, предлагающий ему купить еды и прийти в указанное место. Там Рудеус натыкается на голодную нищенку и кормит её. Нищенка оказывается Императрицей Демонов Киширикой Киширису. Она награждает Рудеуса демоническим глазом, дающим возможность видеть на несколько секунд в будущее. Используя новую возможность, тот спасает человека из беды. Привыкнув к новой способности, Рудеус решает продать свой посох, чтобы выручить за него достаточно денег на билет Руйджерду, но сам Руйджерд отговаривает его от этой идеи. В это время к ним приходит Галлус Чистильщик, тот самый человек, которого Рудеус недавно спас. Выясняется, что он является контрабандистом и может помочь Руйджерду перебраться через океан. |                                                                                              |                                                             |                                                 |                 |  |
| 13 | Разминувшиеся «Сурэтигай» (すれ違い)                                                         | Ёсицугу Кимура                                              | Ацуси Такаяма                                   | 11 октября 2021 |  |
| 14 | Бесплатный сыр бывает только в мышеловке «Тада ёри такай моно ва най» (只より高いものはない) | Ёсинобу Токумото                                            | Хирохиса Сайто, Кохэй Урусибара, Манабу Окамото | 18 октября 2021 |  |
| 15 | Размеренная жизнь с дольдийцами «Дорудиа мура но суро: райфу» (ドルディア村のスローライフ)   | Кацуя Сигэхара                                              | Хирохиса Сайто, Кохэй Урусибара, Манабу Окамото | 25 октября 2021 |  |
| 16 | Ссора «Ояко гэнка» (親子げんか)                                                              | Мичиру Итабисаси                                            | Кохэй Урусибара                                 | 1 ноября 2021   |  |
| 17 | Воссоединение «Сайкай» (再会)                                                                | Хироюки Такасима                                            | Мунэо Накамото                                  | 8 ноября 2021   |  |
| 18 | Разной дорогой «Сорэдзорэ но таби» (それぞれの旅)                                            | Тихиро Кумано                                               | Ацуси Такаяма                                   | 15 ноября 2021  |  |
| 19 | Выбор пути «Ру:то сэнтаку» (ルート選択)                                                      | Ёсинобу Токумото                                            | Сигэкадзу Кондо, Манабу Окамото                 | 22 ноября 2021  |  |
| 20 | День, когда появилась сестра-горничная «Имо:то дзидзё но умарэта хи» (妹侍女の生まれた日)    | Кацуя Сигэхара                                              | Сигэкадзу Кондо, Манабу Окамото                 | 29 ноября 2021  |  |
| 21 | Второй переломный момент «Та:нингу пойнто 2» (ターニングポイント２)                          | Хироюки Такасима                                            | Сигэкадзу Кондо, Манабу Окамото                 | 6 декабря 2021  |  |
| «Смертельный тупик» идёт в регион Фиттоа через гору красных драконов. Во время тренировочной схватки, Руйджерд к радости Эрис признаёт её воином, но предупреждает, что теперь уже не будет относиться к ней, как ребёнку. На следующий день вопреки желанию Эрис отряд избегает боя с красными драконами, так как Руйджерд предупреждает, что они очень сильны. В тумане они натыкаются на загадочного человека в белом, сопровождаемого девушкой в маске. Руйджерд предупреждает Эрис и Рудеуса, чтобы те не двигались. Услышав его голос, человек в белом называет Руйджерда и Эрис по их полным именам, однако, Рудеусу он говорит, что не знает, кто он такой. Когда Рудеус себя называет, человек представляется ему Орстедом и спрашивает, из какой тот ветви рода Грейратов. Узнав, что Рудеус сын Пола Грейрата, Орстед отвечает, что у Пола должно было родиться только две дочери. Человек собирается уйти, но Рудеус спрашивает у него о катаклизме маны, на что Орстед раздражённо отвечает, что ничего не знает. Отряд начинает уходить, но Орстед спрашивает, знает ли Рудеус о боге людей. На ответ Рудеуса, что тот является ему в снах, Орстед нападает на него, назвав апостолом бога людей. Легко победив бросившихся на защиту Эрис и Руйджерда, Орстед отражает мощнейшие атаки Рудеуса с помощью рассеивающей магии и магии порталов, затем пробивает Рудеусу грудь. Он говорит Рудеусу, чтобы тот перед смертью сообщил богу людей, что Орстед, бог драконов, его убьёт. Рудеус появляется перед богом людей, тот рассказывает, что на Орстеде лежит проклятье, которое заставляет всех живых существ его бояться и ненавидеть, на что Рудеус отвечает, что ему такое очень близко. Но поскольку Рудеус пришёл из другого мира, проклятие на него не действует, как было и в случае с Руйджердом. На вопрос Рудеуса, почему не предупредил его о встрече с Орстедом, Бог людей говорит, что не может ничего предвидеть об Орстеде. Он также раскрывает Рудеусу причину проклятия спердов и говорит, что со временем оно постепенно исчезает, и Руйджерд может восстановить своё имя, делая добрые дела. Рудеус расспрашивает бога людей о возможности победить Орстеда, но тот отвечает, что это практически невозможно из-за его огромной силы. Рудеус приходит в себя, исцелённый Орстедом по просьбе девушки в маске. Эрис плачет от радости из-за того что он выжил. |                                                                                              |                                                             |                                                 |                 |  |
| 22 | Реальность: сон «Юмэ» (現実)                                                                 | Кай Хасако                                                  | Ацуси Такаяма                                   | 13 декабря 2021 |  |
| Рудеусу снится сон, в котором все, кого он знает, счастливо собрались вместе. Внезапно сон превращается в кошмар, где его в предыдущей форме хикикомори убивает Орстед. Рудеус просыпается возле Эрис. Руйджерд расспрашивает его о боге людей и боге драконов. Рудеус раскрывает Руйджерду природу бога людей, а также то, что проклятие спердов со временем постепенно исчезает. Находясь в пути, он практикует рассеивающую магию, на случай встречи Орстеда. Отряд достигает руин родного села Рудеуса, где он видит репереживания из прошлого. Руйджерд говорит, что Рудеус и Эрис теперь настолько сильны, что не нуждаются в его защите, и прощается с ними. Рудеус и Эрис приходят в Роа, который полностью разрушен. Там Эрис воссоединяется с Гилен и своим слугой Альфонсом. Но Альфонс рассказывает ей, что её родители погибли во время катаклизма маны, а её дед был казнён по приказу короля. Он также говорит, что другая ветвь рода Грейратов предложила Эрис статус наложницы Пилемона Нотоса Грейрата. Гилен вступает в горячую перепалку с Альфонсом, Эрис просит их оставить её в покое. Рудеус узнаёт, что его мать и Сильфиэтта числятся пропавшими без вести. Ночью Эрис приходит в палатку Рудеуса и сообщает, что ей недавно исполнилось 15. Несмотря на сильное желание, Рудеус отказывается воспользоваться её состоянием, но Эрис всё равно его соблазняет. Но проснувшись следующим утром, Рудеус узнаёт, что Эрис и Гилен ушли в неизвестном направлении. Это ввергает его в замешательство и эмоциональное опустошение. |                                                                                              |                                                             |                                                 |                 |  |
| 23 | Пробуждение. Шаг вперёд «Мэдзамэ, иппо,» (目覚め、一歩、)                                    | Тихиро Кумано                                               | Мунэо Накамото, Рифудзин на Магонотэ            | 20 декабря 2021 |  |
| Рудэус впадает в депрессию из-за ухода Эрис. Он начинает вспоминать прошлую жизнь, где травля одноклассников сделала его изгоем и затворником. Эрис отправилась в собственное путешествие вместе с Гилен, поскольку хочет стать достаточно сильной для битвы с Орстедом и защиты Рудеуса. Руйджерд спасает нескольких путешественников от монстров, чем заслуживает их благодарность, несмотря на то, что он раскрывает себя как сперда. Заноба и Гис продолжают свои путешествия, с теплотой вспоминая Рудеуса. Гиес и Тона продолжают тренировки в деревне Дольдия. Рокси встречает Кишерику и помогает ей оплатить огромный счёт, в благодарность та использует глаза демона, чтобы узнать о местонахождении членов семьи Рудеуса, раскрывая, что Айша и Лилия воссоединились с Полом, а Зенит находится в лабиринте города Рапан на континенте Бегаритт. Рокси и её отряд немедленно начинают готовиться к отправке на Бегаритт для её поисков. Рудеус всё ещё в подавленном состоянии, но после сна о Зенит вспоминает, про свой долг её найти. Он преодолевает свою неуверенность и продолжает путешествие. Где-то в неуказанном месте выжившая Сильфиэтта пытается убедить неизвестный отряд принять Рудеуса к себе. |                                                                                              |                                                             |                                                 |                 |  |

##### 2 сезон
| |                                                                  |           |           |              |  |
| 0 | Защитник Фитц «Сюго дзюцуси Фитцу» (守護術師フィッツ)            | Тосия Оно | Ая Танака | 3 июля 2023  |  |
| После катаклизма маны Сильфиэтта появляется в королевстве Асура, где она непреднамеренно убивает шестилапого вепря, угрожавшего жизни принцессы Ариэль, второй наследницы престола Асуры. Из-за большого расхода маны цвет волос Сильфиэтты меняется с зелёного на белый. Увидев её способности, Ариэль заставляет её стать своим телохранителем под псевдонимом Фитц, в противном случае Сильфиэтте грозит обвинение в незаконном проникновении во дворец. Ариэль и её брат Грабел находятся в секретном конфликте за право наследовать трон, её главными сторонниками в этом являются её телохранитель Люк и его отец, лорд Пилемон Нотос Грейрат. Ариэль узнаёт, что Сильфиэтта страдает от кошмаров из-за катаклизма маны, и признаётся, что её тоже мучают кошмары об одном случае, когда она чуть не погибла. Ариэль приглашает Сильфиэтту провести с ней ночь, и по совпадению в ту же ночь на Ариэль пытается напасть женщина-убийца Ночной Ястреб, подосланная Грабелом и Дариусом с целью убийства принцессы. Сильфиэтте удаётся победить Ночного Ястреба и таким образом защитить Ариэль от смерти. Ради её безопасности, Пилемон Грейрат предлагает принцессе уехать учиться за границу. Приняв эту идею, Ариэль освобождает Сильфиэтту от обязанностей своего телохранителя, но та решает последовать за Ариэль, которую считает своей подругой. |                                                                  |           |           |              |  |
| 1 | Волшебник с разбитым сердцем «Сицуи но мадзюцуси» (失意の魔術師) | Тосия Оно | Ая Танака | 10 июля 2023 |  |
| Разыскивая Зенит, Рудеус путешествует в удалённые северные земли, находясь в депрессии из-за расставания с Эрис. Нуждаясь в деньгах, он неохотно соглашается помогать отряду «Встречная стрела» в составе мечников Сюзанны и Патриса, мага Тимоти, целителя Мимира и лучницы Сары. Сара относится к нему враждебно, он же не может перестать думать о том, как она похожа на Эрис. Вместе со «Встречной стрелой» Рудеус идёт на охоту на сияющих медведей, но ситуация усугубляется, когда медведи в большом количестве их окружают. Увидев, что члены отряда бьются насмерть, Рудеус снова обретает волю к в жизни и с помощью мощной магии помогает им победить. Когда они возвращаются в город, Рудеусу предлагают стать членом «Встречной стрелы». Осознав, что он ещё не потерял всё, и у него остались родные и друзья, на которых он может рассчитывать, такие как Рокси, Рудеус наконец-то смиряется с тем, что Эрис его оставила и сжигает локон её волос, который носил с собой. |                                                                  |           |           |              |  |

## Критика
Согласно рейтингу Shousetsuka ni Narou, история стала одной из самых популярных на сайте. Ранобэ также отметилось в чартах Oricon и в опросах T-site.

## Комментарии
1. ↑  Tokyo MX указало время премьерного показа как 24:00 10 января 2021, что фактически соответствует полночи 11 января.
2. ↑  Все названия на русском даны по версии Wakanim[26].
3. 1 2  Предпоказ 1 и 2 серий прошёл 27 декабря 2020 года.[28]